# Frank Ceara
Frank Ceara ist ein dominikanischer Sänger und Schauspieler.
Ceara war in den 1980er Jahren Mitglied des Quartetts Emotions, das von Papa Molina geleitet wurde. Er sang zahlreiche Radio-Jingles und war Backgroundsänger von Juan Luis Guerra, Emmanuel, Olga Tañón, Celia Cruz und anderen. Als Leadsänger der Rockgruppe Empiphis trat er u. a. bei der Expo 92 in Sevilla auf.
Sein erstes Album unter dem Titel Bachata Magic erschien 1992 und wurde für den Premio Lo Nuestro nominiert. Seine 1994 erschienene Single Lluvia De Besos war so erfolgreich, dass sie als Titelsong für die Soap Amor De Papel als Titelmelodie eingesetzt wurde. 1995 vertrat er sein Land beim Songfestival von Viña del Mar in Chile. Er schrieb dann Songs für Musiker wie Milly Quezada und trat Ende der 1990er Jahre mit der Sängerin Audrey Campos auf. Er unternahm Konzertreisen durch Mittelamerika und trat mit Maridalia Hernández in dem Musical Los miserables auf. Für seine Ballade Ednita erhielt er 1997 einen Preis der ASCAP.